# Danielle Brooks
Danielle Brooks, född 17 september 1989 i Augusta i Georgia, är en amerikansk skådespelare. Hon har bland annat gjort rollen som Tasha "Taystee" Jefferson i TV-serien Orange Is the New Black.
Hon har studerat drama vid Juilliard School och tog sin examen år 2011.

## Filmografi (i urval)
- 2013–2019 – Orange Is the New Black (TV-serie)
- 2015 – Girls (TV-serie)
- 2015–2017 – Master of None (TV-serie)
- 2016 – The Angry Birds Movie (röst)
- 2022–2025 – Peacemaker (TV-serie)
- 2023 – Purpurfärgen
- 2025 – A Minecraft Movie
- 2025 – Tuffa gänget 2 (röst)